# Trzeciaków
Trzeciaków (prononciation [tʂɛˈt͡ɕakuf])  est un village de la gmina de Mełgiew du powiat de Świdnik dans la voïvodie de Lublin, situé dans l'est de la Pologne. 
Il se situe à environ 8 kilomètres à l'est de Świdnik (siège du powiat) et 17 kilomètres à l'est de Lublin (capitale de la voïvodie).

## Histoire
De 1975 à 1998, le village est attaché administrativement à l'ancienne voïvodie de Lublin.

Depuis 1999, il fait partie de la nouvelle voïvodie de Lublin.